# برينرد
برينرد هي مدينة في مقاطعة كرو وينغ، في ولاية مينيسوتا، في الولايات المتحدة الأمريكية. وبلغ عدد سكانها 13178 في تعداد عام 2000. وهي مقر مقاطعة كرو وينج. وهي واحدة من أكبر المدن في ولاية مينيسوتا الوسطى. برينرد تمتد على جانبي نهر المسيسيبي لعدة أميال. منطقة برينرد هي وجهة سياحية رئيسية لولاية مينيسوتا.

## التركيبة السكانية
قام مكتب تعداد الولايات المتحدة بتحديد بيانات التركيبة السكانية لبرينردفي تعداد الولايات المتحدة. في ما يلي، التركيبة السكانية حسب تعدادي 2000 و2010.

### تعداد عام 2000
بلغ عدد سكان براينارد 351 نسمة بحسب تعداد عام 2000، وبلغ عدد الأسر 148 أسرة وعدد العائلات 100 عائلة مقيمة في القرية. في حين سجلت الكثافة السكانية 1,252.1 نسمة لكل ميل مربع (483.4/كم2). وبلغ عدد الوحدات السكنية 162 وحدة بمتوسط كثافة قدره 577.9 نسمة لكل ميل مربع (223.1/كم2).
وتوزع التركيب العرقي للقرية بنسبة 99.43% من البيض و0.57% من عرقين مختلطين أو أكثر.
بلغ عدد الأسر 148 أسرة كانت نسبة 37.2% منها لديها أطفال تحت سن الثامنة عشر تعيش معهم، وبلغت نسبة الأزواج القاطنين مع بعضهم البعض 56.8% من أصل المجموع الكلي للأسر، ونسبة 9.5% من الأسر كان لديها معيلات من الإناث دون وجود شريك، وكانت نسبة 31.8% من غير العائلات. تألفت نسبة 29.7% من أصل جميع الأسر من أفراد ونسبة 12.8% كانوا يعيش معهم شخص وحيد يبلغ من العمر 65 عاماً فما فوق. وبلغ متوسط حجم الأسرة المعيشية 2.95، أما متوسط حجم العائلات فبلغ 2.37.
بلغ العمر الوسطي للسكان 40 عاماً. وكانت نسبة 28.5% من القاطنين تحت سن الثامنة عشر، وكانت نسبة 4.6% بين الثامنة عشر والأربعة وعشرون عاماً، ونسبة 24.5% كانت واقعةً في الفئة العمرية ما بين الخامسة والعشرين حتى الرابعة والأربعين عاماً، ونسبة 24.5% كانت ما بين الخامسة والأربعين حتى الرابعة والستين، ونسبة 17.9% كانت ضمن فئة الخامسة والستين عاماً فما فوق. يوجد لكل 100 أنثى 105.3 ذكر، ويوجد لكل 100 أنثى في الثامنة عشر من عمرها فما فوق 91.6 ذكر.
بلغ متوسط دخل الأسرة في القرية 35,000 دولار، أما متوسط دخل العائلة فبلغ 44,375 دولار. وكان متوسط دخل الذكور 29,722 دولار مقابل 21,667 دولار للإناث. وسجل دخل الفرد الخاص بالقرية 17,713 دولار. وكانت نسبة 2.9% من العائلات ونسبة 4.5% من السكان تحت خط الفقر، وكان من هؤلاء نسبة 5.9% تحت سن الثامنة عشر ولا أحد منهم في الخامسة والستين من العمر وما فوق.

### تعداد عام 2010
بلغ عدد سكان برينرد 13,590 نسمة بحسب تعداد عام 2010، وبلغ عدد الأسر 5,851 أسرة وعدد العائلات 3,069 عائلة مقيمة في المدينة. في حين سجلت الكثافة السكانية 1,141.1 نسمة لكل ميل مربع (440.6/كم2). وبلغ عدد الوحدات السكنية 6,390 وحدة بمتوسط كثافة قدره 536.5 لكل ميل مربع (207.1/كم2).
وتوزع التركيب العرقي للمدينة بنسبة 93.5% من البيض و1.6% من الأمريكيين الأصليين و0.3% من الأمريكيين ذوي الأصول الآسيوية و1.2% من الأمريكيين الأفارقة و3.0% من عرقين مختلطين أو أكثر.
بلغ عدد الأسر 5,851 أسرة كانت نسبة 30.2% منها لديها أطفال تحت سن الثامنة عشر تعيش معهم، وبلغت نسبة الأزواج القاطنين مع بعضهم البعض 31.7% من أصل المجموع الكلي للأسر، ونسبة 15.6% من الأسر كان لديها معيلات من الإناث دون وجود شريك، بينما كانت نسبة 5.2% من الأسر لديها معيلون من الذكور دون وجود شريكة وكانت نسبة 47.5% من غير العائلات. تألفت نسبة 37.8% من أصل جميع الأسر من أفراد ونسبة 14.2% كانوا يعيش معهم شخص وحيد يبلغ من العمر 65 عاماً فما فوق. وبلغ متوسط حجم الأسرة المعيشية 2.92، أما متوسط حجم العائلات فبلغ 2.23.
بلغ العمر الوسطي للسكان 32.2 عاماً. وكانت نسبة 24.5% من القاطنين تحت سن الثامنة عشر، وكانت نسبة 12.5% بين الثامنة عشر والأربعة وعشرون عاماً، ونسبة 27.5% كانت واقعةً في الفئة العمرية ما بين الخامسة والعشرين حتى الرابعة والأربعين عاماً، ونسبة 20.5% كانت ما بين الخامسة والأربعين حتى الرابعة والستين، ونسبة 15.1% كانت ضمن فئة الخامسة والستين عاماً فما فوق. وتوزع التركيب الجنسي للسكان بنسبة 47.6% ذكور و52.4% إناث.